# Золотуха солонцева
Золотуха солонцева, селітрянка Шобера (Nitraria schoberi) — вид рослин родини золотухові (Nitrariaceae), поширений у південно-східній Європі, західній та центральній Азії.

## Опис

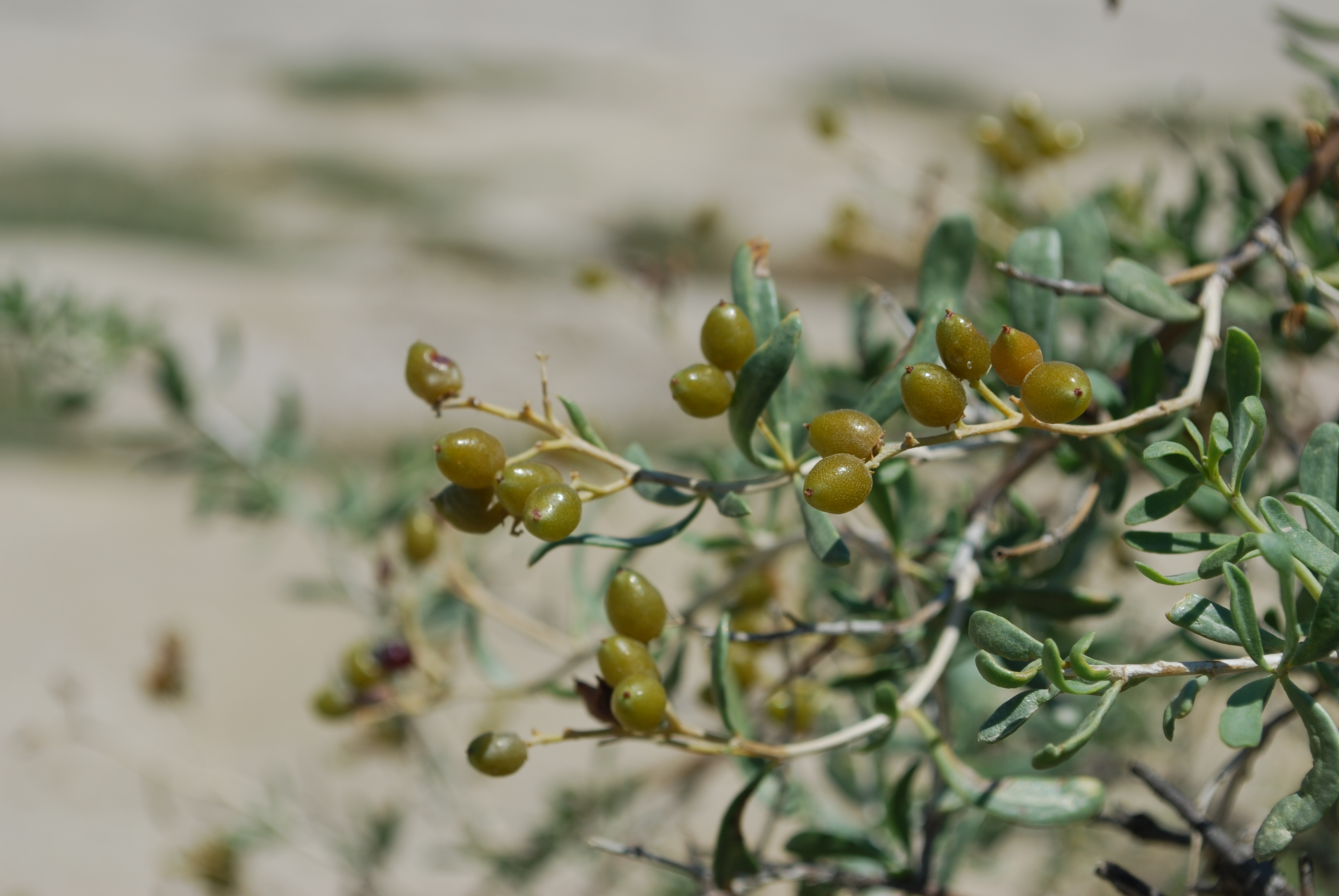
плоди

Чагарник з колючими гілками, 100—200 см. Листки довгасто-лопатчаті або оберненояйцюваті, м'ясисті. Чашечки м'ясисті, біля основи з'єднані, залишаються при плоді. Пелюстки зеленувато-жовті. Кістянка червона або оранжева, з блідо-червонуватим соком і яйцювато-конічною, загостреною кісточкою. Багаторічний, гіллястий, деревний чагарник. Молоді гілки, вкриті сіруватим запушенням. Листки чергуються на нових пагонах, сидячі, до 50 мм завдовжки, 3–8 мм завширшки, верхівки тупі, рідко волосисті. Квіти сидячі, ≈ 4 мм поперек, білувато-жовті. Чашолистки широкояйцюваті, 1.5–2 мм завдовжки, голі або майже голі. Пелюстки 2.5–3.5 мм, голі, з капюшоном на верхівці. Тичинки розташовані по 5 штук у кожній з 3 кілець; пиляки довгасті. Плід яйцювато-кулястий, діаметром 5–15 мм, голий.

## Поширення
Поширений у південно-східній Європі (Румунія, Кримський півострів, південно-східна Росія), західній і центральній Азії (Туреччина, Сирія, Йорданія, Вірменія, Азербайджан, Грузія, Західний Сибір, Алтай, Афганістан, Іран, Ірак, Пакистан, Казахстан, Киргизстан, Таджикистан, Туркменістан, Узбекистан). Населяє піщані або солоні місця, часто на глинистих ґрунтах і часто на соляних рівнинах. 
В Україні вид зростає на солончаках, морських узбережжях — зрідка в південно-східній частині ПБК (від с. Малоріченське до м. Феодосія).

## Використання
Харчова рослина.